# Al-Mulk
Al-Mulk  (en arabe : سُورَةُ ٱلْمُلْكِ, en français : La Souveraineté) est le nom traditionnellement donné à la 67e sourate du Coran, le livre sacré de l'islam. Elle comporte 30 versets. Rédigée en arabe comme l'ensemble de l'œuvre religieuse, elle fut proclamée, selon la tradition musulmane, durant la période mecquoise.

## Origine du nom
Bien que le titre ne fasse pas directement partie du texte coranique, la tradition musulmane a donné comme nom à cette sourate La Souveraineté, en référence au contenu du premier verset : « 1. Il est béni, Celui qui a en ses mains la Souveraineté,
Lui, puissant sur tout. »

## Historique
Il n'existe à ce jour pas de sources ou documents historiques permettant de s'assurer de l'ordre chronologique des sourates du Coran. Néanmoins selon une chronologie musulmane attribuée à Ǧaʿfar al-Ṣādiq (VIIIe siècle) et largement diffusée en 1924 sous l’autorité d’al-Azhar,, cette sourate occupe la 77e place. Elle aurait été proclamée pendant la période mecquoise, c'est-à-dire schématiquement durant la première partie de l'histoire de Mahomet  avant de quitter La Mecque. Contestée dès le XIXe par des recherches universitaires, cette chronologie a été revue par Nöldeke,, pour qui cette sourate est la 63e.
« Beaucoup de savants n’ont pas commenté la composition de cette sourate, considérant de fait qu’elle a été écrite d’un trait ». Néanmoins, plusieurs éléments sont certainement des interpolations et la dernière section peut être considérée comme indépendante.

## Interprétations

### Versets 1-5: bénédiction
Le début de cette sourate est une bénédiction. Elle commence par le terme tabaraka, (« Béni soit »), qui est l’équivalent de la première formule d’une prière rabbinique baruk attah. Cette formule a été reprise dans des formules néotestamentaires, comme dans la seconde épitre aux Corinthiens.
Le début de cette sourate est composé comme un début de chapitre. Pour Neuenkirchen, il a été rajouté a posteriori lors de l’édition du Coran. Cela a aussi été le cas des refrains introductifs des homélies syriaques de Narsaï de Nisibe qui ont été rajoutés très vraisemblablement lorsque ces textes ont été compilés.
Le verset 5 semble un ajout postérieur. Une rupture est visible dans le changement de personne grammatical. Il semble une glose du verset 3.

Texte de la sourate (Coran datant de 1874)
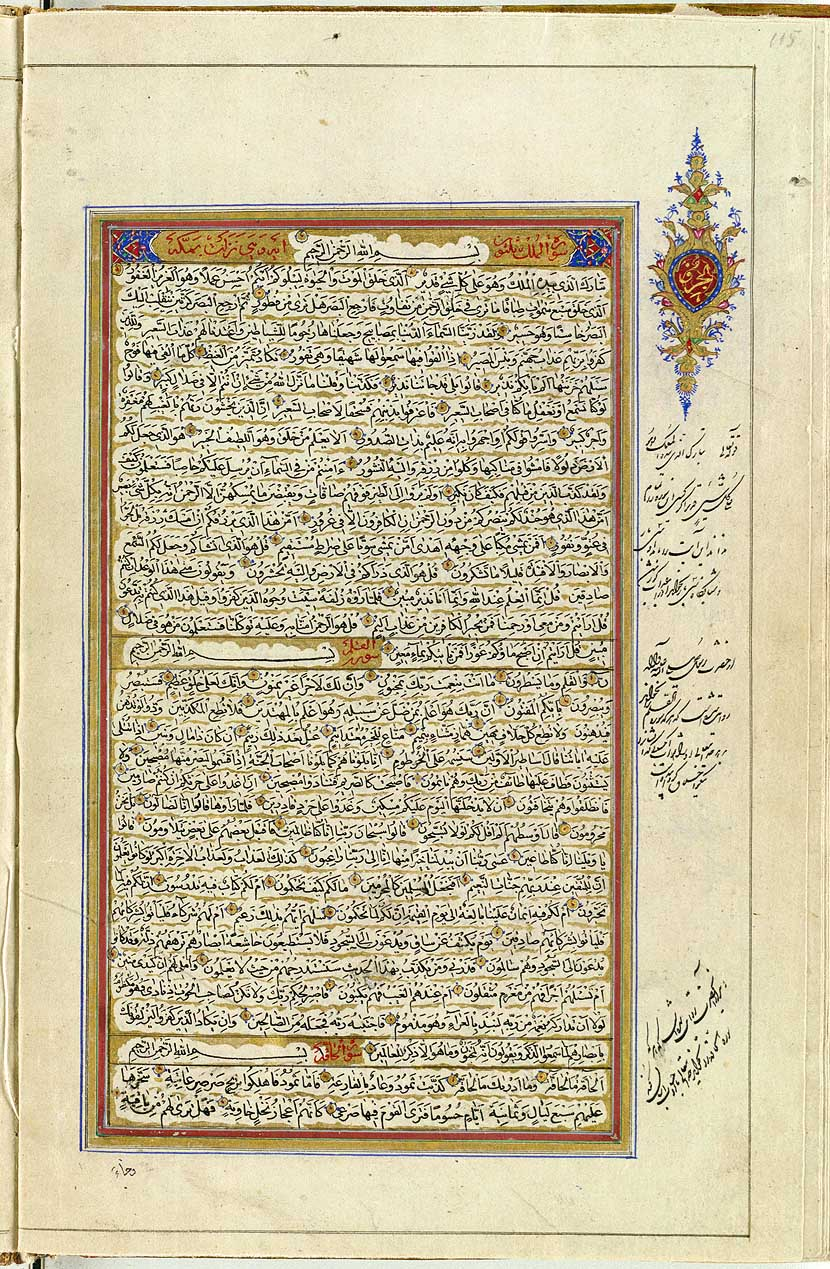